# Trigonotis harrysmithii
Trigonotis harrysmithii là loài thực vật có hoa trong họ Mồ hôi. Loài này được R.R. Mill miêu tả khoa học đầu tiên năm 1995.